# Okręg Prahova
Prahova – okręg w południowej Rumunii (Wołoszczyzna / Țara Românească), ze stolicą w mieście Ploeszti. W 2011 roku liczył 762 886 mieszkańców. Okręg ma powierzchnię  4716 km², a w 2002 roku gęstość zaludnienia wynosiła 183 os./km².

## Struktura narodowościowa
Według spisu ludności z roku 2011 okręg Prahova zamieszkiwały następujące narodowości:
- Rumuni - 93,4%
- Romowie - 2,33%
- Węgrzy - 0,059%
- Turcy - 0,022%
- Niemcy - 0,020%
- Grecy - 0,010%
- Włosi - 0,009%
- Rosjanie - 0,007%
- Czangowie - 0,005%
- Żydzi - 0,004%

## Miasta
- Ploeszti (Ploiești)
- Câmpina
- Azuga
- Băicoi
- Boldești-Scăeni
- Breaza
- Bușteni
- Comarnic
- Mizil
- Plopeni
- Sinaia
- Slănic
- Urlați
- Vălenii de Munte

## Gminy
- Adunați
- Albești-Paleologu
- Aluniș
- Apostolache
- Ariceștii Rahtivani
- Ariceștii Zeletin
- Baba Ana
- Balta Doamnei
- Bălțești
- Bănești
- Bărcănești
- Bătrâni
- Berceni
- Bertea
- Blejoi
- Boldești-Grădiștea
- Brazi
- Brebu
- Bucov
- Călugăreni
- Cărbunești
- Ceptura
- Cerașu
- Chiojdeanca
- Ciorani
- Cocorăștii Mislii
- Cocorăștii Colț
- Colceag
- Cornu
- Cosminele
- Drăgănești
- Drajna
- Dumbrava
- Dumbrăvești
- Fântânele
- Filipeștii de Pădure
- Filipeștii de Târg
- Florești
- Fulga
- Gherghița
- Gorgota
- Gornet
- Gornet-Cricov
- Gura Vadului
- Gura Vitioarei
- Iordăcheanu
- Izvoarele
- Jugureni
- Lapoș
- Lipănești
- Măgurele
- Măgureni
- Măneciu
- Mănești
- Olari
- Păcureți
- Păulești
- Plopu
- Podenii Noi
- Poiana Câmpina
- Poienarii Burchii
- Posești
- Predeal-Sărari
- Provița de Jos
- Provița de Sus
- Puchenii Mari
- Râfov
- Salcia
- Sălciile
- Sângeru
- Scorțeni
- Secăria
- Șirna
- Șoimari
- Șotrile
- Starchiojd
- Ștefești
- Surani
- Talea
- Tătaru
- Târgșoru Vechi
- Teișani
- Telega
- Tinosu
- Tomșani
- Vadu Săpat
- Valea Călugărească
- Valea Doftanei
- Vărbilău
- Vâlcănești